# In girum imus nocte et consumimur igni
 (juin 2016).
Pour plus de détails, voir Fiche technique et Distribution.
In girum imus nocte et consumimur igni est un film français réalisé par Guy Debord, réalisé en 1978 et sorti en salles en 1981 (Le titre du film est en latin : voir ci-dessous sa traduction, dans la section "Le film"). C'est le sixième et dernier film de Debord.
Le film (d'une durée de 95 min) décrit la société de consommation et d'aliénation capitaliste, s'appliquant à mettre en évidence la condition d'esclaves modernes. En plus d'être un des films les plus critiques à l'égard de la société moderne, il livre de manière incisive les quelques étapes de la vie de l'homme qui a, en un an, énoncé les sujets de lutte pour un siècle (hommage à Ivan Chtcheglov), dresse à la fois le tableau affligeant de cette société en guerre contre ses propres possibilités, et l'autobiographie où le regret n'a pas sa place. L'aspect est austère (noir et blanc, utilisation d'images fixes le plus souvent, voix narrative monocorde, écrans blancs qui durent plusieurs minutes).
Le titre du film est une forme incomplète de l'hexamètre dactylique et palindrome In girum imus nocte ecce et consumimur igni, locution latine dont l'origine est ancienne et incertaine, bien que souvent attribuée à Virgile, faisant référence aux papillons de nuit qui tournent autour de la chandelle avant de s'y brûler, et qui signifie : « Nous tournons en rond dans la nuit et nous sommes dévorés par le feu ». 

## Le film
Le déroulement du film passe par plusieurs objets.
- Le premier objet de l'auteur est son public, ses conditions d'existence, les relations sociales qui découlent de ces conditions d'existence et les raisons qui font que ce public est si lent à les changer. La première image du film, après le générique, présente un public de cinéma faisant face à l'écran. L'auteur replace son public dans son contexte social : il relate ses relations intimes qu'il entretient avec la marchandise, que ce soit dans ce qu'il achète ou dans ce qu'il vit, mais aussi dans sa vie même, puisqu'il doit vendre sa force de travail dans des conditions de plus en plus précaires pour satisfaire aux exigences de cette marchandise. Eux-mêmes utilisés par le pouvoir comme de simples transporteurs de marchandises, ils sont des serviteurs surmenés du vide, vide qui les gratifie en monnaie à son effigie. Une note optimiste, cependant, puisqu'en montrant que le mal dont souffre ce public n'est pas si mystérieux qu'il le croit, et qu'il n'est peut-être même pas incurable pour peu que nous parvenions un jour à l'abolition des classes et de l'État. L'objectif visé est ici de mettre en évidence les conditions d'existence absurdes latentes et inhérentes à l'organisation socio-économique actuelle et on ne peut nier que ce film ait au moins en ceci un mérite.

- Le second objet va traiter du cinéma en tant qu'image qui est le résultat d'une époque et des fausses consciences qui ont grandi sur cette base (:) quel respect d'enfant pour des images ! La critique d'un monde de la représentation sacralisée et des passions exilées s'applique au domaine du cinéma par la dérision amère du statut inactif du spectateur qui se satisfait d' images en place d'actes, qui devrait s'assumer en tant qu'acteur en place de subordonné. Et, de fait, Debord peut annoncer qu'il est capable de faire un film avec n'importe quoi détruisant cette sorte d'adage suivant lequel une vérité si elle n'est pas prouvée par des images aurait quelque chose de dogmatique. Il remarque qu'il aurait été possible de faire autre chose du cinéma que celle qu'il est devenu à travers sa marchandisation, de ce cinéma qui est une représentation ingénieuse à ne rien dire, habile à tromper une heure l'ennui par le reflet du même ennui.

- Le troisième objet est ce que l'auteur fait du cinéma : pour ma part, si j'ai été si déplorable au cinéma, c'est parce que j'ai été plus grandement criminel ailleurs. C'est une société qui fait son cinéma, car il aurait pu être ce film qui passe en ce moment. Ce qui revient à remplacer les sujets futiles que compte le cinéma par l'examen d'un sujet important : moi-même. Passe à l'écran une scène où Zorro est en présence d'un moribond qui lui demande : mais avant de mourir, pourrais-je savoir qui vous êtes ? et ce Zorro de dévoiler son visage au mourant, qui trépasse heureux.

- Le quatrième objet du film est le Paris des années antérieures à 1968, un Paris où un peuple qui avait 10 fois barricadé ses rues et mis en fuite des rois […] ne se payait pas d'images. Un Paris humain grouillant de social qui s'est peu à peu désertifié pour devenir finalement une vallée de la désolation et il conclut, laconique, que Paris n'existe plus.

- L'objet suivant relate ce que ce Paris a permis à l'auteur de rencontres : un groupe humain commence à fonder son existence réelle sur le refus délibéré de ce qui est universellement établi et sur le mépris complet de ce qui pourra en advenir, ce Paris, cet espace où rien n'est vrai et tout est permis. Défile alors un passage de son premier film Hurlement en faveur de Sade, un écran blanc sur lequel des voix diverses énoncent des phrases pourvues d'une signification immédiate, les unes tirées du code pénal, d'autres d'ouvrages d'auteurs classiques. C'était alors, dit-il la capitale de la perturbation où on pouvait passer son temps dans une prodigieuse inactivité, ce qui fut ressenti comme menaçant. Dans ce Paris chacun buvait plus de verres que ne dit de mensonges un syndicat durant toute une grève sauvage. Il évoque les filles, la jeunesse, dont la plus belle […] meurt en prison. C'est dans ce moment et ce lieu importants que s'est posée la question de l'existence du prolétariat et de ce qu'il pouvait bien être. C'est aussi dans cette partie du film que nous est donnée la solution du titre du film : Nous tournons en rond dans la nuit et nous sommes dévorés par le feu.

- Le sixième objet de ce film va évoquer la naissance de l'Internationale situationniste, après un défilé d'image présentant les lettristes et leurs comparses de débauche : puisqu'il n'y avait autour d'eux rien qui fut valable d'être continué, il précise que la seule cause que nous avons soutenue, nous avons dû la définir et la soutenir nous-même.

Nous en sommes à peu près à la moitié du film.

## Fiche technique
- Réalisation : Guy Debord
- Assistants réalisateurs : Elisabeth Gruet et Jean-Jacques Raspaud
- Chef opérateur : André Mrugalski
- Assistant opérateur : Richard Copans
- Montage : Stéphanie Granel, assistée de Christine Noël
- Ingénieur du son, mixage : Dominique Dalmasso
- Bruitage : Jérôme Levy
- Documentaliste : Joëlle Barjolin
- Machiniste : Bernard Largemain
- Format : noir et blanc - 35 mm
- Durée : 105 minutes

## Citation
« On peut affirmer avec certitude qu’aucune réelle contestation ne saurait être portée par des individus qui, en l’exhibant, sont devenus quelque peu plus élevés socialement qu’ils ne l’auraient été en s’en abstenant. Tout cela ne fait qu'imiter l'exemple bien connu de ce florissant personnel syndical et politique, toujours prêt à prolonger d'un millénaire la plainte du prolétaire, à la seule fin de lui conserver un défenseur. »

## Détournements
Le film contient des extraits de deux de ses films (Hurlements en faveur de Sade et Sur le passage de quelques personnes à travers une assez courte unité de temps) ainsi que Zorro et ses légionnaires, Les Trois Lanciers du Bengale, Le Désert rouge, Le Jour le plus long, Les visiteurs du soir, Les enfants du paradis, La Charge fantastique, La Charge de la brigade légère, Le Troisième homme, Orphée. La Flèche noire de Robin des Bois, David et Lisa, Le Terroriste, La Nuit de Saint-Germain-des-Prés. 

## Critique
Le film a obtenu la note maximale de 5 étoiles presse sur le site « Allociné », mais une note spectateur de seulement 3,2 étoiles.

## Bibliographie

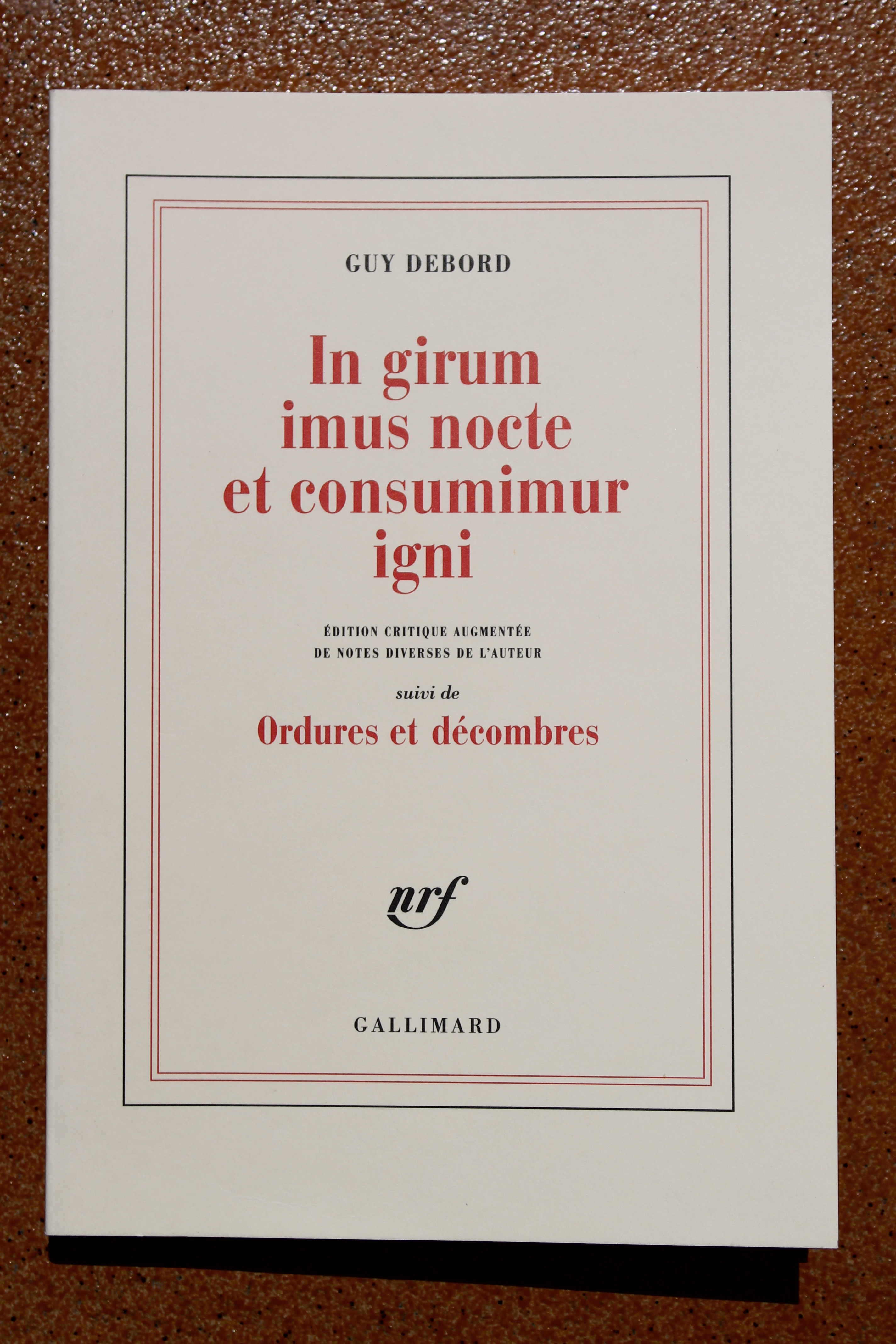
Édition critique rééditée en 1999 par Gallimard.